# حسن توکل‌نیا
حسن توکل‌نیا (زاده ۴ فروردین ۱۳۴۰ - تهران) تهیه‌کننده سینما اهل ایران بوده‌است.

## تهیه‌کننده
- جابه‌جا (۱۳۹۱)
- نفرین (۱۳۸۹)
- مدیوم (۱۳۸۷)
- اگه می تونی منو بگیر (۱۳۸۵)
- تله (۱۳۸۴)
- چند می‌گیری گریه کنی (۱۳۸۴)
- باج خور (۱۳۸۲)
- جنایت (۱۳۸۲)
- ملاقات با طوطی (۱۳۸۲)
- کاغذ بی خط (۱۳۸۰)
- دستهای آلوده (۱۳۷۸)
- یورش (۱۳۷۶)
- روی خط مرگ (۱۳۷۵)
- پاتک (۱۳۷۴)
- خط آتش (۱۳۷۳)
- دخترک کنار مرداب (۱۳۶۸)

## جشنواره‌ها
- برنده جایزه ویژه شهرداری تهران بهترین فیلم (کاغذ بی‌خط) در ششمین دوره جشن خانه سینما - ۱۳۸۱
- کاندیدای بهترین فیلم (جنایت) در هفتمین دوره جشن خانه سینما - ۱۳۸۲